# Irène Lascarine
Ne doit pas être confondu avec Irène Doukaina Lascarina.
Pour les articles homonymes, voir Lascaris (homonymie).
Irène Lascarine, morte probablement pendant l'été 1240, est une princesse byzantine qui fut impératrice de Nicée. Elle est la fille de Théodore Ier Lascaris et de sa première épouse Anne Ange. Ses grands-parents maternels sont l'empereur Alexis III Ange et l'impératrice Euphrosyne. Sa sœur cadette Marie Lascarine (1206-1270) est l'épouse de Béla IV, roi de Hongrie.

## Biographie
Irène Lascarine épouse en premières noces le général Andronic Paléologue, et après la mort de celui-ci épouse en 1212 en secondes noces Jean Vatatzès que l'empereur Théodore Lascaris, père d'Irène, a désigné comme successeur. Elle donne le jour au futur Théodore II Lascaris, mais peu de temps après tombe de cheval, ce qui l'empêche de porter à nouveau un enfant.
Elle décide de vivre dans un monastère et prononce ses vœux sous le nom de religion d'Eugénie. Elle meurt en 1239, quinze ans avant son mari.
Les historiens byzantins la louèrent pour sa conduite modeste et sa prudence exemplaire. Georges Acropolite composa son épitaphe.